# Fawad Chaudhry
Pour les articles homonymes, voir Chaudhry.
Fawad Ahmed Chaudhry ou Fawad Hussain Chaudhry (en ourdou : فواد چودھری), né le 7 avril 1976 à Rahim Yar Khan, est un homme politique pakistanais qui occupe les postes ministériels de l'Information et des Sciences et Technologies dans le gouvernement d'Imran Khan depuis 2018.
Membre du Mouvement du Pakistan pour la justice depuis 2016, il est auparavant membre de différents partis politiques. Candidat depuis 2002 à de multiples élections, il échoue à se faire élire jusqu'aux élections de 2018, quand il devient député de l'Assemblée nationale.

## Études et carrière professionnelle
Fawad Chaudhry est né le 7 avril 1976 à Dina, petite ville du district de Jhelum, dans la province du Pendjab. Il est issu d'une famille active en politique, et son oncle, Chaudhary Iftikhar Hussain, a notamment été président de la Haute Cour de Lahore. 

## Carrière politique

### Débuts
Fawad Chaudhry commence sa carrière politique en se présentant dans la deuxième circonscription de Jhelum à l'Assemblée provinciale du Pendjab lors des élections législatives de 2002. Se présentant à titre indépendant, il ne réunit que 161 voix, soit la dernière place. 
Après 2010, il rejoint la Ligue musulmane de tout le Pakistan de l'ancien président Pervez Musharraf et devient coordinateur médias au sein du parti. Il quitte ensuite cette formation pour rejoindre le Parti du peuple pakistanais, mais change à nouveau d'étiquette à l'approche des élections législatives de 2013.
Il se présente ainsi sous l'étiquette de la Ligue musulmane du Pakistan (Q) dans la deuxième circonscription de Jhelum à l'Assemblée nationale. Réunissant 16,7 % des voix, il arrive en troisième place.

### Député

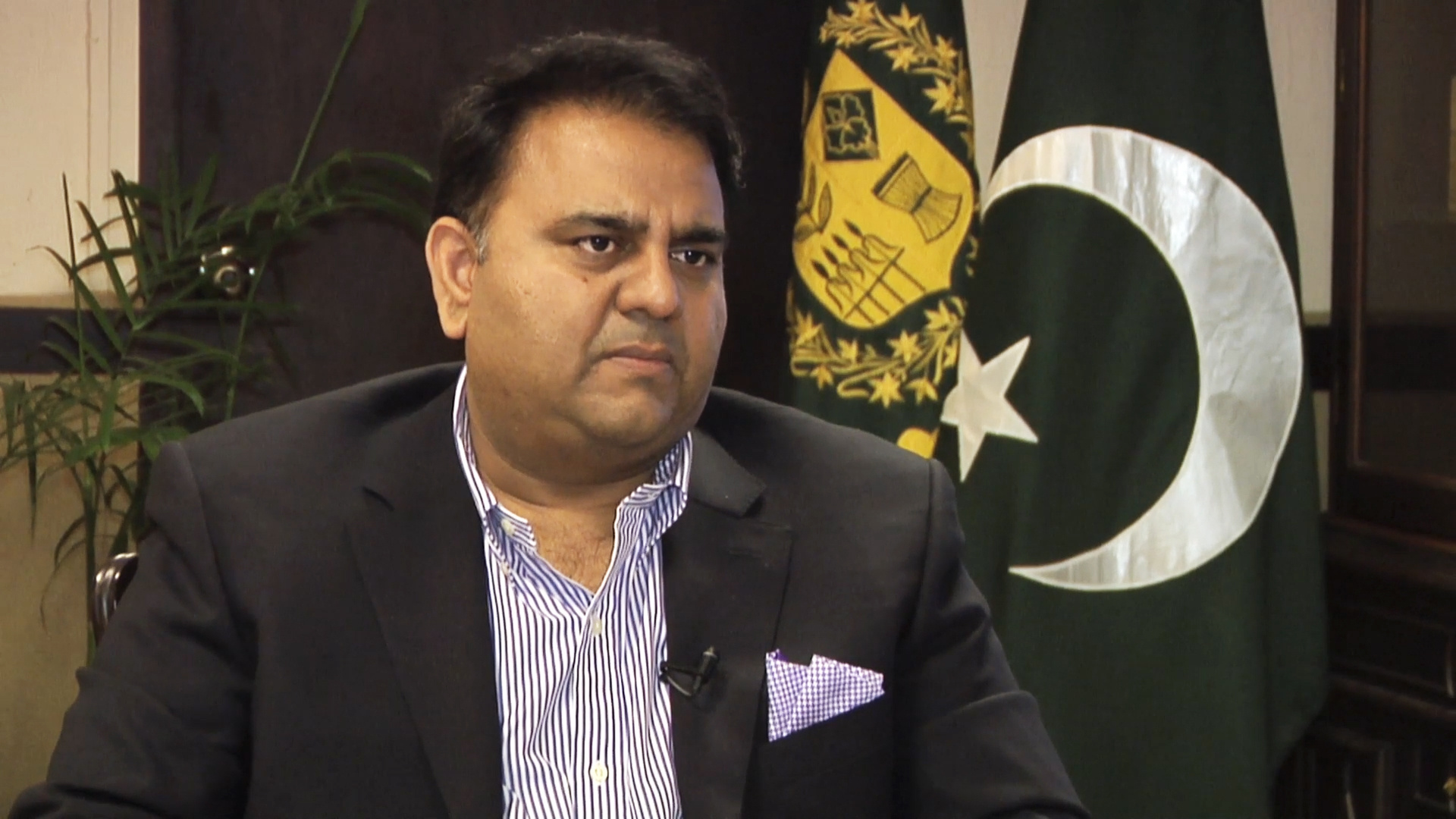
Fawad Chaudhry en 2018, lors d'une interview à Voice of America.

En juin 2016, il rejoint le Mouvement du Pakistan pour la justice et est rapidement récompensé en obtenant l'investiture dans la même circonscription pour une élection partielle à la suite de la mort du candidat victorieux en 2013. Le 31 aout 2016, il échoue de peu en réunissant 45,5 % des voix. 
Lors des élections législatives de 2018, il est finalement élu député fédéral dans la même circonscription avec 45,4 % des voix contre 40,2 % pour son principal rival. Il est simultanément élu député provincial de Jhelum avec 43,7 % des voix mais ne conserve pas ce siège afin de garder la circonscription fédérale,. 

### Postes ministériels
Le 20 aout 2018, il est nommé ministre fédéral de l'Information dans le gouvernement du Premier ministre Imran Khan. Il occupe cette fonction près de huit mois avant d'être remplacé par Firdous Ashiq Awan et tant que conseillère auprès du Premier ministre sur les mêmes compétences. Il devient alors ministre des Sciences et Technologies.
Il occupe ce second ministère durant près de deux années. Le 14 avril 2021, il quitte cette fonction pour retrouver son poste de ministre de l'Information. 
À la suite des manifestations du Tehreek-e-Labbaik Pakistan, le gouvernement finit par passer un accord avec les militants islamistes pour mettre fin à l'agitation. Le ministre Chaudhry déclare alors notamment que « l'État et le gouvernement du Pakistan ne sont pas aussi prêts qu'ils devraient l'être pour faire face à la menace de l'extrémisme » ainsi que « nous ne sommes pas menacés par l'Inde, les États-Unis ou l'Europe, mais par nous-mêmes » et fustige des « décisions prises dans le passé pour des raisons politiques et extérieures ».

### Emprisonnement
Après la chute d'Imran Khan, il est emprisonné à la prison d'Adiala.